# Clase Sa'ar 4.5
Los buques lanzamisiles Clase Saar 4.5, son una de las clases de barco lanzamisiles de la Armada israelí, una versión ampliada y mejorada de la Clase Saar 4, hecha en los cascos de los INS Chochit o INS Nirit, últimas unidades de la anterior clase.
Dos barcos de esta clase fueron construidos, el primero fue el INS Aliya, botado en 1980, seguido por el INS Geula.
La Saar 4.5 incorporó muchas mejoras sobre en sistemas electrónicos respecto a la Saar 4: sistema de mando y control, detección, clasificación e identificación, sistema de control de fuego, radar, sónar, equipos de guerra electrónica y comunicaciones. Los motores y sistemas de propulsión también fueron mejorados. El barco es 4 metros más largo que el Saar 4, pudiendo acomodar un hangar y consiguiendo una cubierta para el helicóptero Aérospatiale Dolphin. Sin embargo, no todos los barcos de esta clase están adaptados para el uso de helicópteros.
En términos de la proporción potencia de fuego-desplazamiento, la Saar 4.5 es uno de los navíos de combate más fuertemente armados en el mundo, llevando en misiones hasta 14 sistemas de ataque.
La Armada israelí retiró tanto al INS Aliya como al INS Geula, los que posteriormente fueron vendidos a la Armada de Grecia para servir en las costas Griegas en enero de 2004. Los reportes de prensa indican que los israelíes antes de entregar los citados navíos añadieron sistemas antibuque Gabriel a petición.

## Historia operativa
El 31 de julio de 2006, cuando hacía un bloqueo, Hezbolá dijo que habían destruido una Saar 4.5. Sin embargo, las Fuerzas de Defensa de Israel respondió que esta afirmación era falsa y que ningún barco fue destruido.
Así mismo la Armada de México, adquirió los dos primeros buques de la serie, en enero de 2004 y fueron renombrados ARM Huracán y ARM Tormenta.
Grecia adquirió dos buques de la clase Sa'ar 4.5 de la subclase Hertz, armados sólo con un cañón de 30 mm. A estos buques se le instaló una grúa en la cubierta reservada en los demás buques para los misiles..